# 情報チャージ 知りため!
情報チャージ 知りため!（じょうほうチャージ しりため!）はテレビ新広島で2010年4月10日から2012年3月24日まで放送された情報番組である。
2012年4月14日から、番組名を知りため!プラス（しりため プラス）と改題して2015年3月21日まで放送された。終了後は土曜10時台は再放送枠に戻り、事実上の後継番組として17:00 - 17:30枠にスポーツ情報番組『全力応援 スポーツLOVERS』が新設される。
以下は『知りため!プラス』も含めての概要である。

## 概要
グルメ、観光、スポーツエンターテイメント、事件・災害検証、天気予報など、土曜日の朝にイチ早く「ためになる」情報を届けることをコンセプトとしている。

## コーナー（2015年2月現在）
街ネタ!
広島県内各地の話題をジャンルを問わず伝える。
広島ラーメン道
広島県内のラーメン店を突撃取材し、お店のこだわりを徹底分析。
ナンデモ!?知りため隊
人気商品や企業の情報をディレクターが取材・報告する。
知りためエンタ
映画・舞台・イベントなどのお出かけ情報。
知りため!SPORTS
広島東洋カープ・サンフレッチェ広島など、広島のスポーツ情報。
ニュース ここが気になる!
「tss Super NEWS」から話題のニュースをピックアップして解説するコーナー。

## 放送時間
- 毎週土曜日 9:55 - 11:25（2013年3月まで）→ 9:55 - 10:55（2013年4月以降）

## 出演者
メイン
- 金田祐幸（TSSアナウンサー。開始当初から出演）
- 衣笠梨代（TSSアナウンサー）

コメンテーター
- 大平泰（元中国新聞論説委員）
- 稲葉綾子（広島の働く女性のコミュニティCOAKI主宰）
- 山里裕一（広島修道大学人文学部教授）
- 小林誠二（2014年4月 - 。野球解説者。元広島東洋カープ・西武ライオンズ投手、元中日ドラゴンズコーチ）
- 細井謙一（広島経済大学経済学部教授）
- 山本剛弘（2014年4月 - 。気象予報士。元日本気象協会。天気予報も担当）

広島ラーメン道
- 石神秀幸（ラーメン評論家）

スポーツ
- 青坂匠（TSSアナウンサー。2014年4月 - ）
- 山内泰幸（TSS野球解説者。元広島東洋カープ投手・コーチ。2015年から不定期出演）

『ニュースここが気になる！』コーナー解説担当
- 若木憲子（TSS報道部記者。『TSSスーパーニュース』メインキャスター）
- 矢野寛樹（TSS報道編集長。アナウンサー時代も2014年3月までスポーツコーナーを担当）

過去の出演者
- 国光かよこ（開始当初のメイン司会者）
- 深井瞬（TSSアナウンサー。2013年3月までスポーツコーナーを担当。2014年以降も広島東洋カープ春季キャンプ中継にリポーターとして出演する場合あり）
- まなみのりさ（2012年9月まで、天気予報と『知りためエンタ』コーナーをメンバーが持ち回りで担当）
- 住谷綾香（2014年3月までスポーツコーナーを担当。2014年4月からとちぎテレビアナウンサーを経て、2018年4月から広島市を拠点にフリーアナウンサー）

## テーマ曲
「Before the wind」- NAOTO 他時期により異なる。